# Amos Tversky
Amos Nathan Tversky (tiếng Hebrew: עמוס טברסקי; 16 tháng 3 năm 1937 - ngày 2 tháng 6 năm 1996) là nhà tâm lý học toán học và nhận thức người Israel, nghiên cứu sinh ngành khoa học nhận thức, cộng tác viên của Daniel Kahneman, và là nhân vật chủ chốt trong việc khám phá ra hệ thống thiên kiến nhận thức ở người và xử lý rủi ro.
Hầu hết các nghiên cứu đầu tiên của ông là về nền tảng của phép đo. Ông là đồng tác giả của một chuyên luận ba tập, Nền tảng của đo lường. Ông và Kahneman lúc đầu tập trung vào tâm lý học dự đoán và đánh giá xác suất; sau đó cùng nhau phát triển lý thuyết triển vọng, nhằm giải thích những lựa chọn kinh tế phi lý của con người. Lý thuyết này được xem là một trong những công trình tiêu biểu của kinh tế học hành vi. Sáu năm sau khi ông mất, Daniel Kahneman nhận Giải thưởng Tưởng niệm Nobel về Khoa học Kinh tế năm 2002 cho những nghiên cứu của hai người (giải thưởng không được truy tặng).  Kahneman trả lời phỏng vấn của tờ The New York Times ngay sau khi nhận giải: “Tôi nghĩ đây là giải thưởng dành cho cả hai chúng tôi. Chúng tôi đã là bạn hữu của nhau trong hơn một thập kỷ."  Tversky cũng hợp tác với nhiều nhà nghiên cứu hàng đầu như Thomas Gilovich, Itamar Simonson, Paul Slovic và Richard Thaler. Một khảo sát năm 2002 trên tạp chí Review of General Psychology (Nhận định Tâm lý học Đại cương) đã xếp Tversky là nhà tâm lý học được trích dẫn nhiều thứ 93 trong thế kỷ 20, đồng hạng với Edwin Boring, John Dewey và Wilhelm Wundt.

## Tiểu sử
Tversky sinh ra ở Haifa, Palestine thuộc Anh (nay là Israel), là con của bác sĩ thú y gốc Ba Lan Yosef Tversky và người mẹ Do Thái Lithuania Jenia Tversky (nhũ danh Ginzburg), một nhà công tác xã hội sau này trở thành thành viên quốc hội của Đảng Mapai (đảng công nhân). Chị gái của Tversky, Ruth, hơn ông 13 tuổi. Ở trường trung học, Tversky theo học lớp của nhà phê bình văn học Baruch Kurzweil, và kết bạn với người bạn cùng lớp Dahlia Ravikovich, người sau này đã trở thành nhà thơ được trao Giải thưởng Tác phẩm Văn học Levi Eshkol. Trong thời gian này, ông cũng là một thành viên và lãnh đạo của Nahal, một phong trào thanh niên kết hợp làm nông nghiệp và nghĩa vụ quân sự.
Tversky từng là một lính nhảy dù xuất sắc trong Lực lượng Phòng vệ Israel. Ông được phong cấp đại úy và trao huy chương vì sự dũng cảm của mình. Ông nhảy dù xuống các khu vực chiến đấu trong Cuộc khủng hoảng kênh Suez năm 1956, chỉ huy một đơn vị bộ binh trong Chiến tranh Sáu ngày năm 1967, và phục vụ ở một đơn vị tâm lý học chiến trường trong Chiến tranh Yom Kippur năm 1973.
Năm 1963, Tversky kết hôn với nhà tâm lý học người Mỹ Barbara Gans, hiện là giáo sư khoa Phát triển con người ở Trường Cao đẳng Sư phạm, Đại học Columbia. Họ có với nhau ba người con.
Tversky nhận bằng cử nhân tại Đại học Hebrew của Jerusalem ở Israel năm 1961, và bằng tiến sĩ tại Đại học Michigan ở Ann Arbor năm 1965. Sau đó, ông giảng dạy tại Đại học Hebrew trước khi đến Đại học Stanford vào năm 1978, nơi ông làm việc tới cuối đời. Năm 1980, ông trở thành thành viên của Viện Hàn lâm Khoa học và Nghệ thuật Hoa Kỳ. Năm 1984, ông được nhận Học bổng MacArthur, và năm sau được bầu vào Viện Hàn lâm Khoa học Quốc gia. Năm 2003, ông được tặng Giải thưởng Grawemeyer về Tâm lý học của Đại học Louisville, cùng với người đồng nghiệp lâu năm của ông là Daniel Kahneman. Ông qua đời vì một khối u ác tính di căn năm 1996. Ông là một người theo chủ nghĩa vô thần Do Thái.

## Sự nghiệp

### Cùng Daniel Kahneman
Amos Tversky thực hiện nghiên cứu nổi bật nhất của mình với người bạn và đồng nghiệp lâu năm, Daniel Kahneman, từ cuộc gặp đầu tiên của hai người vào năm 1969 khi Kahneman mời ông đến nói chuyện tại một buổi thảo luận về Tâm lý học ở Trường Đại học Hebrew của Jerusalem - nơi họ cùng là giảng viên. Họ nghiên cứu về thiên kiến và những lần hợp lý hoá thất bại liên tiếp trong quá trình đưa ra quyết định của con người. Bài báo đầu tiên của họ, "Niềm tin vào Định luật Số bé" (Belief in the Law of Small Numbers), Kahneman và Tversky đã đưa ra 11 loại "ảo giác nhận thức" có ảnh hưởng đến khả năng quyết định của con người, thông qua các thực nghiệm nhỏ chứng minh cách các đối tượng đưa ra quyết định thiếu hợp lý dưới những điều kiện không cố định. Bài báo này có ảnh hưởng lớn với giới kinh tế học, vốn khá tin tưởng vào tính hợp lý của các tác nhân.

### Sự vô tri về so sánh
Tversky và Fox (1995)  đề cập đến sự căm ghét mơ hồ - thuật ngữ bắt nguồn từ sự không thích những trò đánh bạc hay lựa chọn không chính xác, thiếu chắc chắn của con người - và khuôn mẫu vô tri về so sánh. Họ cho rằng người ta sẽ chỉ ác cảm với sự mơ hồ nếu khiến họ đặc biệt chú ý đến tính chất mơ hồ đó bằng cách so sánh hai lựa chọn, rõ ràng và không rõ ràng. Ví dụ, nếu hai chiếc bình đựng bi được đưa ra, nhưng chỉ một cái có chú thích rõ tỉ lệ bi đen-đỏ, người ta sẽ đặt nhiều hơn vào tỉ lệ chọn ngẫu nhiên trúng bi có màu định sẵn ở bình có chú thích. Tuy nhiên, khi đánh giá chúng một cách riêng biệt, họ lại có xu hướng đặt cược số tiền xấp xỉ nhau vào cả hai bình. Vì vậy, kết luận được đưa ra là: nếu có thể so sánh hai trò cược, một chính xác và một thiếu chính xác, thì người ta sẽ không thích sự thiếu chính xác, nhưng nếu không thể, thì sự không thích đó sẽ không xuất hiện.

### Cống hiến đáng chú ý

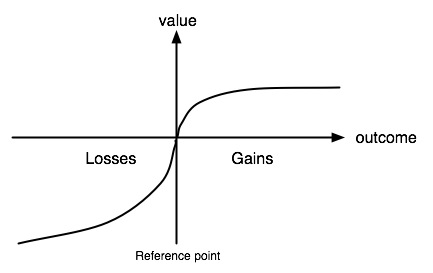
Hình dạng của hàm giá trị (thoả dụng) trong lý thuyết triển vọng. Tính bất đối xứng của hàm tương ứng với sự căm ghét mất mát.

- Cơ sở của đo lường
- Mỏ neo và điều chỉnh
- Suy nghiệm về tính sẵn có
- Nguỵ biện tỉ lệ tổng quát
- Nguỵ biện liên kết
- Khuôn mẫu
- Kinh tế học hành vi
- Ảo giác phân cụm
- Sự căm ghét mất mát
- Lý thuyết triển vọng
- Lý thuyết triển vọng tích lũy
- Suy nghiệm về tính đại diện
- Chỉ số Tversky
- Lý thuyết ủng hộ
- Mẫu hình tương phản
- Sự kết nối tương đương

## Trong văn hoá đại chúng

### Bài kiểm tra Trí tuệ Tversky
Như Malcolm Gladwell trong David & Goliath: Cuộc đối đầu kinh điển và nghệ thuật đốn ngã những gã khổng lồ (2013) đã kể lại, những đồng nghiệp của Tversky đề cao ông đến mức họ đã nghĩ ra một bài kiểm tra trí thông minh mang tên ông. Nhà tâm lý học Adam Alter thuật lại với Gladwell về bài kiểm tra trí thông minh Tversky: "Bạn nhận ra Tversky thông minh hơn bạn càng nhanh thì bạn càng thông minh."

### Dự án Hoàn tác
Cuốn sách Dự án Hoàn tác: Một tình bạn khiến chúng ta phải thay đổi suy nghĩ, viết bởi Michael Lewis, được phát hành ngày 16 tháng 12 năm 2016, kể về Amos Tversky cùng Daniel Kahneman, và "câu chuyện về cuộc đời và nghiên cứu của họ".